# Lagoa de Dentro
Lagoa de Dentro är en kommun i Brasilien.   Den ligger i delstaten Paraíba, i den östra delen av landet, 1 700 km nordost om huvudstaden Brasília. Antalet invånare är 7 370.
Omgivningarna runt Lagoa de Dentro är huvudsakligen savann. Runt Lagoa de Dentro är det ganska tätbefolkat, med 75 invånare per kvadratkilometer.